# Ole Høyer
 For alternative betydninger, se Ole Jensen. (Se også artikler, som begynder med Ole Jensen)
Ole Høyer Jensen (født 15. juni 1927 i København, død 22. maj 2002 smst) var en dansk filmkomponist der bl.a. har bidraget med musik til film som Piger i trøjen, Fængslende feriedage og Far laver sovsen.